# Dane Rudhyar
 (septembre 2024).
 (septembre 2024).
Dane Rudhyar (Paris, 23 mars 1895 - San Francisco, 13 septembre 1985), né Daniel Chennevière, est compositeur et le pionnier de l'astrologie humaniste.

## Biographie
Il est tout d'abord influencé par Marc Edmund Jones, puis par Carl Gustav Jung. Ami d'Alice Bailey, il est à l'origine de plusieurs concepts utilisés par le New Age. Il est considéré comme le père de l'astrologie humaniste. Richard Tarnas a affirmé que « Jung et Rudhyar étaient les personnages clés d'une astrologie plus sophistiquée psychologiquement parlant ».
Il croyait que le but de l'astrologie était de « transformer la nature chaotique de l'homme en un microcosme ordonné ». Rudhyar pensait l'astrologie comme l'étude de principes d'organisation agissant dans tout système. Selon lui, l'astrologie était une voie démontrant à l'homme son interconnexion et son interdépendance.   
Il a publié environ 40 ouvrages. Selon l'astrologue Jany Bessière, Rudhyar « restera probablement encore longtemps la figure emblématique de l'astrologie moderne telle qu'apparue et enseignée depuis les années (19)50 ».
Également compositeur, il a signé plusieurs séries regroupant de courtes œuvres pour piano : Tetragram (1920–1967), Pentagram (1924–1926), Syntony (1919–1924, révisé en 1967) et Granites (1929).  En 1978, il a reçu le grand prix de l’académie des arts et des lettres pour l'ensemble de son œuvre musicale.
Sous son patronyme, il a publié une étude sur Claude Debussy.

## Œuvre littéraire

### Ouvrages signés Dane Rudhyar
- Les Aspects astrologiques, Éditions du Rocher, 1982 (en collaboration avec Leyla Rael)  (ISBN 2-268-02638-8)
- Triptyque astrologique, Éditions du Rocher, 1992
- Les Maisons astrologiques, Éditions du Rocher, 1994
- Astrologie de la personnalité, Médicis 2002
- La Pratique de l'Astrologie, Médicis 2002
- Astrologie et psyché moderne, Médicis 2006
- Symboles Sabian : Le Sens des 360° du zodiaque, le Yi King astrologique, Medicis, 2006,  (ISBN 9782853272896)
- Approche astrologique des complexes psychologiques, Médicis 2007
- Crise et Créativité, Alphée Éditions, 2009  (ISBN 9782753805255)

### Ouvrage signé Daniel Chennevière
- Claude Debussy et son œuvre, Paris, Durand, 1913